# I Care a Lot
I Care a Lot (bra: Eu Me Importo; prt: Tudo Pelo Vosso Bem) é um filme de drama cômico e suspense estadunidense de 2020 escrito e dirigido por J Blakeson. É estrelado por Rosamund Pike, Peter Dinklage, Eiza González, Chris Messina e Dianne Wiest. O filme segue uma tutora nomeada pelo tribunal que confisca os bens de idosos para ela mesma, apenas para ela se misturar com um gângster perigoso.
O filme teve sua estreia mundial no Festival Internacional de Cinema de Toronto em 12 de setembro de 2020. Está programado ser lançado via streaming na maioria dos países em 19 de fevereiro de 2021, por meio da Netflix e Prime Video, dependendo da região. O filme recebeu críticas positivas, com Pike ganhando o Globo de Ouro de Melhor Atriz - Filme de Comédia ou Musical por sua atuação.

## Sinopse
Uma mulher que ganha a vida roubando de idosos enganando juízes para que a apontem como sua "tutora legal" fica em apuros quando descobre que sua última vítima tem ligações com um poderoso gangster.

## Elenco
- Rosamund Pike como Marla Grayson
- Peter Dinklage como Roman Lunyov
- Eiza González como Fran
- Chris Messina como Dean Ericson
- Dianne Wiest como Jennifer Peterson
- Isiah Whitlock Jr. como Juiz Lomax
- Macon Blair como Feldstrom
- Lance Norris como Eric
- Alicia Witt como Dr. Karen Amos
- Damian Young como Sam Rice
- Nicholas Logan como Alexi Ignatyev

## Produção
Foi anunciado em maio de 2019 que Rosamund Pike havia sido escalada para estrelar o filme, que seria escrito e dirigido por J Blakeson. Peter Dinklage e Eiza González foram anunciados em junho. Em julho de 2019, Chris Messina e Dianne Wiest se juntaram ao elenco do filme. com as filmagens começando no mesmo mês. As cenas foram filmadas em Dedham, Massachusetts, inclusive no Registro de Ações do Condado de Norfolk.

## Lançamento
O filme teve sua estreia mundial no Festival Internacional de Cinema de Toronto em 12 de setembro de 2020. Pouco depois, a Netflix adquiriu os direitos de distribuição do filme em países selecionados, incluindo Estados Unidos, França, Alemanha, América Latina, África do Sul, Oriente Médio e Índia. A Amazon Studios adquiriu os direitos para lançá-lo no Prime Video na Austrália, Canadá, Irlanda, Itália, Nova Zelândia e no Reino Unido através do distribuidor internacional STX da Black Bear. Foi lançado em ambos os serviços em 19 de fevereiro de 2021. Em seu primeiro fim de semana de lançamento, o filme foi o mais assistido na Netflix, depois o segundo mais visto no segundo ano.

## Recepção
No Rotten Tomatoes o filme detém uma taxa de aprovação de 93% com base em 28 avaliações, com uma média ponderada de 7,2/10. O consenso dos críticos do site diz: "Um golpe abrasador no capitalismo em estágio avançado, I Care a Lot é uma comédia divertida e sombria com uma performance perversa de Rosamund Pike." No Metacritic, o filme tem uma classificação de 66 de 100, com base em avaliações de 39 críticos, indicando "críticas geralmente favoráveis".
Owen Glieberman, escrevendo para a Variety, deu notas positivas ao roteirista e diretor J Blakeson, a quem comparou a Alfred Hitchcock, afirmando que "quando ele finalmente consegue encenar uma sequência de ação, é uma doozy [...] porque ele leva seu tempo e você está pendurado a cada momento". Para Empire, Terri White escreveu que Blakeson "nem sempre permanece no controle total da história e do tom, [mas] a viagem é tão selvagem e divertida que não importa particularmente", e deu ao filme quatro estrelas de cinco. Kate Erbland do IndieWire deu a I Care a Lot um "B-" e disse que "o roteiro de Blakeson acumula complicações rápidas e furiosas [...] mas pelo menos eles mantêm seu quadro crescente de personagens em alerta." Chuck Bowen da Slant Magazine deu ao filme duas estrelas e meia em quatro, e escreveu que "Blakeson significa para nós defender Marla como ícone feminista por um tempo, embora ele esvazie essa idiotice moral potencial com um final irônico".
Vários críticos também elogiaram Pike por sua atuação como a vigarista Marla Grayson. Enquanto a Associated Press disse "Pike consegue algo que poucos poderiam como protagonista", a Entertainment Weekly escreveu que ela apresentou seu melhor desempenho como vilã desde Gone Girl em 2014. Noel Murray do The A.V. Club, que deu ao filme um "B+", também disse que "Pike é uma delícia absoluta como Marla". Enquanto isso, o The Hollywood Reporter disse que "Pike traz eficiência nítida e amoralidade estúpida para uma conservadora legal", e o jornalista da ABC News, Peter Travers, escreveu que "Pike faz um banquete com o papel".
Escrevendo para a Out, Mey Rude disse que I Care a Lot era "quase um filme lésbico perfeito", elogiando a "alegria sinistra" que Pike traz para o que "poderia ter sido um grande símbolo sexual lésbico de todos os tempos" e a "ótima química" que ela e Gonzalez têm como história que "continua aumentando e girando e girando". No entanto, ela criticou fortemente o final "indigno e contundente". O The New York Times disse que o filme era um "thriller inesperadamente emocionante que oscila entre a comédia e o terror", elogiando-o por ter sido "escrito de maneira inteligente e maravilhosamente lançado", e por seu "diálogo picador de gelo" e introdução de Peter Dinklage como romano Lunyov. Além disso, Jeannette Catsoulis escreveu que "uma seção intermediária excessivamente longa e um tanto piegas me fez temer que Blakeson estivesse perdendo a coragem. Eu estava errada".
No entanto, para o The Detroit News, Adam Graham deu ao filme um "D" e disse que I Care a Lot era uma "comédia negra equivocada", já que os espectadores não tinham uma maneira de se relacionar com a personagem de Marla Grayson. Para o Chicago Tribune, Michael Phillips deu ao filme duas estrelas e escreveu que, embora "a atuação seja uniformemente forte [...], o roteiro é desesperadoramente fraco." Mae Abdulbaki do Screen Rant deu uma crítica mista, elogiando as performances de o elenco do conjunto, mas escreve que "há algo completamente faltando em I Care a Lot que o torna uma pílula difícil de engolir." Brian Tallerico, do RogerEbert.com, escreveu que junto com Pieces of a Woman (2020), foi "outro filme que luta contra o tom", e que Rosamund Pike foi "claramente uma escolha tentadora [...] mas ela e Blakeson nunca descobriram esse personagem."

### Prêmios
O filme rendeu o Globo de Ouro de 2021 para a atriz Rosamund Pike na categoria Melhor Atriz em Filme de Comédia ou Musical.